# Pyrgula
Pyrgula is een geslacht van weekdieren uit de klasse Gastropoda (slakken).

## Soorten
- Pyrgula abichi Logvinenko & Starobogatov, 1968
- Pyrgula aciculata Pavlović, 1932 †
- Pyrgula acuticarinata Pavlović, 1932 †
- Pyrgula aenigma Logvinenko & Starobogatov, 1968
- Pyrgula andrusovi Pavlović, 1903 †
- Pyrgula angulata Fuchs, 1870 †
- Pyrgula angulataeformis Jekelius, 1932 †
- Pyrgula archimedis Fuchs, 1870 †
- Pyrgula aspera Brusina, 1878 †
- Pyrgula atava Brusina, 1881 †
- Pyrgula baccata Brusina, 1878 †
- Pyrgula bakuana (Kolesnikov, 1947)
- Pyrgula basalis (B. Dybowski & J. Grochmalicki, 1915)
- Pyrgula behningi Logvinenko & Starobogatov, 1968
- Pyrgula bicarinata Brusina, 1902 †
- Pyrgula bicincta Lörenthey, 1894 †
- Pyrgula boettgeri Brusina, 1897 †
- Pyrgula boteniensis Wenz, 1942 †
- Pyrgula capellinii Wenz, 1919 †
- Pyrgula carrarai Brusina, 1902 †
- Pyrgula cerithiolum Brusina, 1881 †
- Pyrgula cincta (Abich, 1859)
- Pyrgula columna Logvinenko & Starobogatov, 1968
- Pyrgula concinna Logvinenko & Starobogatov, 1968
- Pyrgula conica Taner, 1974 †
- Pyrgula crispata Brusina, 1881 †
- Pyrgula curta (Naliwkin, 1914)
- Pyrgula dacica Jekelius, 1932 †
- Pyrgula dalmatina Brusina, 1881 †
- Pyrgula dautzenbergi (Morgan, 1915) †
- Pyrgula derzhavini Logvinenko & Starobogatov, 1968
- Pyrgula dimidiata (Eichwald, 1838)
- Pyrgula dubia Logvinenko & Starobogatov, 1968
- Pyrgula ebersini Logvinenko & Starobogatov, 1968
- Pyrgula elegans Jekelius, 1932 †
- Pyrgula elegantissima (Frauenfeld, 1864) †
- Pyrgula eugeniae (Neumayr in Herbich & Neumayr, 1875) †
- Pyrgula eulimellula (B. Dybowski & J. Grochmalicki, 1915)
- Pyrgula fedorovi Logvinenko & Starobogatov, 1968
- Pyrgula gladilini Pavlović, 1932 †
- Pyrgula graciliformis Roshka, 1973 †
- Pyrgula grimmi (Clessin & W. Dybowski in W. Dybowski, 1888)
- Pyrgula hungarica Lörenthey, 1894 †
- Pyrgula incisa Fuchs, 1870 †
- Pyrgula interrupta Brusina, 1878 †
- Pyrgula isseli Logvinenko & Starobogatov, 1968
- Pyrgula kolesnikoviana Logvinenko & Starobogatov in Golikov & Starobogatov, 1966
- Pyrgula konstantinovici Pavlović, 1932 †
- Pyrgula kowalewskii (Clessin & W. Dybowski in W. Dybowski, 1888)
- Pyrgula krejcii Wenz in Krejci-Graf & Wenz, 1932 †
- Pyrgula laevissima de Stefani, 1877 †
- Pyrgula laminatocarinata (Andrusov, 1890) †
- Pyrgula laskarevi Pavlović, 1927 †
- Pyrgula lencoranica Logvinenko & Starobogatov, 1968
- Pyrgula lirata (B. Dybowski & J. Grochmalicki, 1915)
- Pyrgula malcevici Brusina, 1893 †
- Pyrgula marginata (Westerlund, 1902)
- Pyrgula martini Pavlović, 1932 †
- Pyrgula marulici Brusina, 1902 †
- Pyrgula mathildaeformis Fuchs, 1870 †
- Pyrgula nana Logvinenko & Starobogatov, 1968
- Pyrgula nodotiana Tournouër, 1866 †
- Pyrgula nossovi (Kolesnikov, 1947)
- Pyrgula pallasii (Clessin & W. Dybowski in W. Dybowski, 1888)
- Pyrgula prahovensis Papaianopol & Macaleț, 2004 †
- Pyrgula prisca (Neumayr in Herbich & Neumayr, 1875) †
- Pyrgula pseudobacuana Logvinenko & Starobogatov, 1968
- Pyrgula pseudodimidiata (B. Dybowski & Grochmalicki, 1915)
- Pyrgula pseudospica Logvinenko & Starobogatov, 1968
- Pyrgula pulla (B. Dybowski & Grochmalicki, 1915)
- Pyrgula purpurina Andrusov, 1890 †
- Pyrgula radici Pavlović, 1927 †
- Pyrgula radovanovici Pavlović, 1903 †
- Pyrgula raskovici Pavlović, 1903 †
- Pyrgula reljkovici Brusina, 1902 †
- Pyrgula rudis Logvinenko & Starobogatov, 1968
- Pyrgula rusti Neubauer, Harzhauser, Georgopoulou, Mandic & Kroh, 2014 †
- Pyrgula sasykensis Roshka, 1973 †
- Pyrgula schorygini Logvinenko & Starobogatov, 1968
- Pyrgula sergii Brusina, 1902 †
- Pyrgula serratula Brusina, 1897 †
- Pyrgula shaganensis Roshka, 1973 †
- Pyrgula sieversi (O. Boettger, 1881)
- Pyrgula sieversi (Clessin in W. Dybowski, 1888)
- Pyrgula similis Logvinenko & Starobogatov, 1968
- Pyrgula simplex Logvinenko & Starobogatov, 1968
- Pyrgula sowinskyi Logvinenko & Starobogatov, 1968
- Pyrgula subarchimedis Friedberg, 1923 †
- Pyrgula subdola Esu & Girotti, 2016 †
- Pyrgula syrmica Brusina, 1892 †
- Pyrgula tessellata Brusina, 1897 †
- Pyrgula transitans (Neumayr in Herbich & Neumayr, 1875) †
- Pyrgula turkmenica Logvinenko & Starobogatov, 1968
- Pyrgula turricula (Neumayr in Neumayr & Paul, 1875) †
- Pyrgula ulskii (Clessin & W. Dybowski in W. Dybowski, 1888)
- Pyrgula unicarinata Brusina, 1902 †
- Pyrgula uralensis Logvinenko & Starobogatov, 1968
- Pyrgula vinearum Esu & Girotti, 2016 †